# Mario Kart 64
Mario Kart 64 (マリオカート64, Mario Kāto Rokujūyon) é o segundo jogo da série Mario Kart, e o primeiro a usar gráficos tridimensionais. Foi lançado entre 1996 e 1997 para o console Nintendo 64, e em 2007 para o Virtual Console do Wii. A continuação de Super Mario Kart ofereceu mudanças na escolha de personagens, nas pistas de corrida e na jogabilidade. Essas mudanças foram muito significativas e foram aperfeiçoadas em outros jogos da série.
O jogo ficou conhecido pelo seu modo multiplayer que permitiu, pela primeira vez, até quatro jogadores no mesmo console, e obteve um retumbante sucesso comercial e crítico: um milhão de cópias do jogo foram vendidas nas primeiras seis semanas após seu lançamento.

## Jogabilidade

### Modos de jogo
- Mario GP (ou Mario Grand Prix): o principal modo de jogo de Mario Kart 64. Os jogadores podem competir contra seus oponentes dentro de uma das copas disponíveis, com quatro pistas cada. Cada corrida dura três voltas. Os quatro primeiros colocados receberão pontos: nove para o primeiro, seis para o segundo, três para o terceiro e um para o quarto. Caso o jogador perca, pode recomeçar a corrida quantas vezes quiser. A pontuação máxima é de 36 pontos. Ao final da copa, os três melhores colocados se dirigem ao pódio, onde receberão suas taças. Há quatro modalidades: 50cc (fácil), 100cc (média), 150cc (difícil) e EXTRA (média), na qual o sentido das pistas é invertido.
- Time Trial: neste modo disponível apenas para uma pessoa, o jogador deve correr sozinho pelas pistas a fim de conseguir o melhor tempo recorde. Os cinco melhores tempos e a melhor volta são gravados. Além disso, surge um “ghost”, que reproduz com exatidão a melhor corrida, a não ser que haja colisões ou quedas.
- Versus: neste modo exclusivamente multiplayer, ambos competem um contra o outro para ver quem é o mais rápido. O primeiro a completar cinco voltas é o vencedor. Devido à ausência dos demais oponentes, Mini Bombas são inseridas na pista a fim de aumentar a dificuldade.
- Battle: neste modo disponível para até quatro pessoas, os jogadores batalham um contra o outro, dentro de arenas de batalha e com três balões em volta de cada kart. A finalidade é atingir o adversário com os itens fornecidos estourando seus balões.